# ¿Qué fue primero, el huevo o la gallina?
¿Qué fue primero, el huevo o la gallina? fue un programa argentino de preguntas y respuestas emitido por la cadena de Telefe y conducido por Guillermo "El Pelado" López. Debutó el 14 de marzo de 2015 y culminó el 26 de septiembre del mismo año.

## Mecánica del programa
El programa consistía en invitar a 8 y a partir del programa 21 a 6 famosos para jugar e ir participando de los distintos juegos del programa. El programa contaba con distintos juegos:
- Una de Dos: Los participantes deberán responder 5 preguntas, en donde se les dará dos opciones, y deben responder mediante una tableta. Y por cada respuesta correcta obtendrán 1 punto.
- Múltiple choice: Los participantes deberán responder preguntas y optar entre cuatro opciones. El que conteste en menor tiempo sumara doble punto.
- Verdadero o falso: Los participantes deberán contestar una pregunta si es verdadera o si es falsa, quién conteste correctamente sumará 2 puntos. Y se eliminará a los 2 primeros famosos con menos puntuación.
- Tormenta de fotos: Los participantes estarán frente a una pantalla donde verán un total de 10 fotos y deberán contestar de acuerdo a los 2 opciones que les de el conductor. Los 2 famosos que hayan sumado menos punto en esta ronda quedarán fuera de juego.
- Emparejados: El participante que haya obtenido mayor puntaje podrá elegir con quien jugar en forma conjunta y así automáticamente se formara otro equipo de dos. Deberán sostener un huevo frente a frente y contestar 10 preguntas, el equipo que haya contestado más pregunta correctas pasara a la final. En caso de que a un equipo se le caiga el huevo quedaran eliminados automáticamente; siempre que el otro equipo haya contestado más pregunta correctas.
- Al toque: El participante que haya acumulado más puntos elegirá con quién jugar en forma conjunta, luego elegirá el segundo participante que haya obtenido el segundo puntaje más alto y el otro equipo se formará por descarte. Después, el conductor les hará una pregunta, cada equipo se encontrará frente a una pantalla donde verán 6 fotos y tendrán que ordenarlas en un minuto y medio de acuerdo a la pregunta realizada.
- Revueltos: Cada uno de los participantes estarán frente a una pantalla donde verán una imagen fusionada de dos famosos. Deberán adivinar quienes son los famosos fusionados mediante una pista que le dará el conductor. Obtendrán un punto por adivinar a uno de los famosos y dos puntos si aciertan ambos. Tendrán un tiempo de 10 segundos para poder contestar.
- Cacareo de Famosos: El participante que haya logrado más puntaje elegirá con quién armar equipo, luego el que haya obtenido el segundo puntaje más alto elegirá y así se formará automáticamente el tercer equipo. Luego, uno del equipo se posicionará de espalda a la pantalla donde aparecerá una foto de un famoso y tendrá que hacerle preguntas a su compañero y este deberá contestar si o no bajo un tiempo de 1 minuto.
- La Gran Final: Los dos finalistas deberán someterse a un último juego que consiste en mostrarle 4 fotos que están relacionadas con una persona o un personaje. Quién haya contestado de forma correcta y más veces (correctamente) que su oponente se convertirá en el ganador.

## Programas e invitados

### Primera etapa
Referencias:
     – Ganador
     – Segundo lugar
     – Tercer y cuarto lugar
     – Quinto y sexto lugar
     – Séptimo y octavo lugar
| Puesto | Famoso/a                | Profesión    | Instancia llegada |
| ------ | ----------------------- | ------------ | ----------------- |
| 1      | Ernestina Pais          | Conductora   | La Gran Final     |
| 2      | Julieta Prandi          | Conductora   | La Gran Final     |
| 3      | Benjamín Vicuña         | Actor        | Emparejados       |
| 4      | Fabián Mazzei           | Actor        | Emparejados       |
| 5      | Sofía Zámolo            | Modelo       | Tormenta de fotos |
| 6      | Ricardo Caruso Lombardi | Exfutbolista | Tormenta de fotos |
| 7      | Laura Esquivel          | Actriz       | Verdadero o Falso |
| 8      | Nazareno Móttola        | Humorista    | Verdadero o Falso |

| Puesto | Famoso/a        | Profesión              | Instancia llegada |
| ------ | --------------- | ---------------------- | ----------------- |
| 1      | Julián Serrano  | Actor                  | La Gran Final     |
| 2      | Marcos Di Palma | Piloto automovilístico | La Gran Final     |
| 3      | Jimena Barón    | Actriz                 | Emparejados       |
| 4      | Pía Slapka      | Modelo                 | Emparejados       |
| 5      | Pichu Straneo   | Humorista              | Tormenta de fotos |
| 6      | Juan Sorini     | Actor                  | Tormenta de fotos |
| 7      | Silvina Luna    | Modelo                 | Verdadero o Falso |
| 8      | Pampita         | Modelo                 | Verdadero o Falso |

| Puesto | Famoso/a               | Profesión         | Instancia llegada |
| ------ | ---------------------- | ----------------- | ----------------- |
| 1      | Pachu Peña             | Humorista         | La Gran Final     |
| 2      | Micaela Breque         | Modelo            | La Gran Final     |
| 3      | Carlos Baute           | Cantante          | Emparejados       |
| 4      | Federico Bal           | Productor teatral | Emparejados       |
| 5      | Bárbara Vélez          | Actriz            | Tormenta de fotos |
| 6      | Cristina Pérez         | Periodista        | Tormenta de fotos |
| 7      | Belén Francese         | Vedette           | Verdadero o Falso |
| 8      | Héctor "Bambino" Veira | Exfutbolista      | Verdadero o Falso |

| Puesto | Famoso/a            | Profesión  | Instancia llegada |
| ------ | ------------------- | ---------- | ----------------- |
| 1      | Pablo Granados      | Humorista  | La Gran Final     |
| 2      | Walter Queijeiro    | Periodista | La Gran Final     |
| 3      | Agustina Casanova   | Periodista | Emparejados       |
| 4      | Nazarena Vélez      | Vedette    | Emparejados       |
| 5      | Juan Darthés        | Actor      | Tormenta de fotos |
| 6      | Soledad Pastorutti  | Cantante   | Tormenta de fotos |
| 7      | Christophe Krywonis | Chef       | Verdadero o Falso |
| 8      | Dallys Ferreira     | Vedette    | Verdadero o Falso |

| Puesto | Famoso/a          | Profesión  | Instancia llegada |
| ------ | ----------------- | ---------- | ----------------- |
| 1      | Nicole Neumann    | Modelo     | La Gran Final     |
| 2      | Horacio Pagani    | Periodista | La Gran Final     |
| 3      | Donato De Santis  | Chef       | Emparejados       |
| 4      | Magui Bravi       | Bailarina  | Emparejados       |
| 5      | Leticia Brédice   | Actriz     | Verdadero o Falso |
| 6      | Fernán Mirás      | Actor      | Verdadero o Falso |
| 7      | Martina Soto Pose | Conductora | Múltiple Choice   |
| 8      | Julián Weich      | Conductor  | Múltiple Choice   |

| Puesto | Famoso/a                | Profesión         | Instancia llegada |
| ------ | ----------------------- | ----------------- | ----------------- |
| 1      | Juliana Gattas          | Cantante          | La Gran Final     |
| 2      | María Fernanda Callejón | Actriz            | La Gran Final     |
| 3      | Luz Cipriota            | Actriz            | Emparejados       |
| 4      | Victoria Xipolitakis    | Vedette           | Emparejados       |
| 5      | Darío Lopilato          | Actor             | Verdadero o Falso |
| 6      | Ale Sergi               | Cantante          | Verdadero o Falso |
| 7      | José María Muscari      | Productor teatral | Múltiple Choice   |
| 8      | Coco Sily               | Humorista         | Múltiple Choice   |

| Puesto | Famoso/a                      | Profesión | Instancia llegada |
| ------ | ----------------------------- | --------- | ----------------- |
| 1      | Maru Botana                   | Chef      | La Gran Final     |
| 2      | Matías Alé                    | Actor     | La Gran Final     |
| 3      | Felipe Colombo                | Actor     | Emparejados       |
| 4      | Darian "Rulo" Schijman        | Abogado   | Emparejados       |
| 5      | Georgina Barbarossa           | Actriz    | Verdadero o Falso |
| 6      | Araceli González              | Actriz    | Verdadero o Falso |
| 7      | José Luis "El Puma" Rodríguez | Cantante  | Múltiple Choice   |
| 8      | Florencia Torrente            | Modelo    | Múltiple Choice   |

| Puesto | Famoso/a               | Profesión  | Instancia llegada |
| ------ | ---------------------- | ---------- | ----------------- |
| 1      | Sofía Pachano          | Actriz     | La Gran Final     |
| 2      | Mariano Peluffo        | Conductor  | La Gran Final     |
| 3      | Coki Ramírez           | Cantante   | Emparejados       |
| 4      | Miguel Ángel Cherutti  | Actor      | Emparejados       |
| 5      | Laura Fidalgo          | Bailarina  | Verdadero o Falso |
| 6      | Toti Pasman            | Periodista | Verdadero o Falso |
| 7      | Leandro "Chino" Leunis | Conductor  | Múltiple Choice   |
| 8      | Gabriela Sari          | Actriz     | Múltiple Choice   |

| Puesto | Famoso/a                    | Profesión  | Instancia llegada |
| ------ | --------------------------- | ---------- | ----------------- |
| 1      | Alejandra Maglietti         | Modelo     | La Gran Final     |
| 2      | Violeta Urtizberea          | Actriz     | La Gran Final     |
| 3      | Matías Desiderio            | Actor      | Emparejados       |
| 4      | Nicolás Scarpino            | Actor      | Emparejados       |
| 5      | Daniel Agostini             | Cantante   | Múltiple Choice   |
| 6      | Sergio "Maravilla" Martínez | Boxeador   | Múltiple Choice   |
| 7      | Teté Coustarot              | Conductora | Tormenta de fotos |
| 8      | Ana María Orozco            | Actriz     | Tormenta de fotos |

| Puesto | Famoso/a                   | Profesión  | Instancia llegada |
| ------ | -------------------------- | ---------- | ----------------- |
| 1      | Mariano Iúdica             | Conductor  | La Gran Final     |
| 2      | Diego Reinhold             | Actor      | La Gran Final     |
| 3      | Agustina Córdova           | Actriz     | Emparejados       |
| 4      | Paula Trapani              | Periodista | Emparejados       |
| 5      | Benjamín Amadeo            | Actor      | Verdadero o Falso |
| 6      | Floppy Tesouro             | Modelo     | Verdadero o Falso |
| 7      | Germán Martitegui          | Chef       | Múltiple Choice   |
| 8      | Marcela "La Tigresa" Acuña | Boxeadora  | Múltiple Choice   |

| Puesto | Famoso/a            | Profesión  | Instancia llegada |
| ------ | ------------------- | ---------- | ----------------- |
| 1      | Christian Sancho    | Modelo     | La Gran Final     |
| 2      | Roberto Giordano    | Diseñador  | La Gran Final     |
| 3      | Kike Teruel         | Cantante   | Emparejados       |
| 4      | Delfina Gerez Bosco | Modelo     | Emparejados       |
| 5      | Stefy Xipolitakis   | Vedette    | Verdadero o Falso |
| 6      | Natalia Lobo        | Actriz     | Verdadero o Falso |
| 7      | José Luis Gioia     | Humorista  | Múltiple Choice   |
| 8      | Karina Mazzocco     | Conductora | Múltiple Choice   |

| Puesto | Famoso/a          | Profesión  | Instancia llegada |
| ------ | ----------------- | ---------- | ----------------- |
| 1      | Marcelo Benedetto | Periodista | La Gran Final     |
| 2      | José Meolans      | Exnadador  | La Gran Final     |
| 3      | Lucía Galán       | Cantante   | Emparejados       |
| 4      | Narda Lepes       | Chef       | Emparejados       |
| 5      | Luli Fernández    | Modelo     | Al toque          |
| 6      | Ari Paluch        | Periodista | Al toque          |
| 7      | Andrea Estévez    | Vedette    | Múltiple Choice   |
| 8      | Segundo Cernadas  | Actor      | Múltiple Choice   |

| Puesto | Famoso/a         | Profesión            | Instancia llegada |
| ------ | ---------------- | -------------------- | ----------------- |
| 1      | José Chatruc     | Exfutbolista         | La Gran Final     |
| 2      | Micaela Vázquez  | Actriz               | La Gran Final     |
| 3      | Carla Conte      | Conductora           | Emparejados       |
| 4      | Alejandro Lerner | Cantante             | Emparejados       |
| 5      | Silvina Escudero | Bailarina            | Al toque          |
| 6      | Benito Fernández | Diseñador            | Al toque          |
| 7      | Eleonora Cassano | Bailarina            | Revueltos         |
| 8      | Matías Cederbojm | Analista de Sistemas | Una de Dos        |

| Puesto | Famoso/a          | Profesión  | Instancia llegada |
| ------ | ----------------- | ---------- | ----------------- |
| 1      | Marley            | Conductor  | La Gran Final     |
| 2      | Peter Lanzani     | Actor      | La Gran Final     |
| 3      | Verónica Lozano   | Conductora | Emparejados       |
| 4      | Guillermo Coppola | Empresario | Emparejados       |
| 5      | Hernán Drago      | Modelo     | Revueltos         |
| 6      | Andrea Rincón     | Actriz     | Revueltos         |
| 7      | Eva De Dominici   | Actriz     | Una de Dos        |
| 8      | Anamá Ferreyra    | Modelo     | Una de Dos        |

| Puesto | Famoso/a          | Profesión  | Instancia llegada  |
| ------ | ----------------- | ---------- | ------------------ |
| 1      | Sergio Gonal      | Humorista  | La Gran Final      |
| 2      | Geraldine Neumann | Modelo     | La Gran Final      |
| 3      | Adabel Guerrero   | Bailarina  | Emparejados        |
| 4      | Joaquín Galán     | Cantante   | Emparejados        |
| 5      | Bárbara Simons    | Conductora | Cacareo de Famosos |
| 6      | Iñaki Urlezaga    | Bailarín   | Cacareo de Famosos |
| 7      | Patricia Palmer   | Actriz     | Revueltos          |
| 8      | José Vélez        | Cantante   | Una de Dos         |

| Puesto | Famoso/a                  | Profesión | Instancia llegada  |
| ------ | ------------------------- | --------- | ------------------ |
| 1      | Sol Estevanez             | Actriz    | La Gran Final      |
| 2      | Sofía "Jujuy" Jiménez     | Modelo    | La Gran Final      |
| 3      | Amaia Montero             | Cantante  | Emparejados        |
| 4      | Gerardo Rozín             | Conductor | Emparejados        |
| 5      | Nicolás Francella         | Actor     | Cacareo de Famosos |
| 6      | Yayo Guridi               | Humorista | Cacareo de Famosos |
| 7      | César "Banana" Pueyrredón | Cantante  | Revueltos          |
| 8      | Iliana Calabró            | Actriz    | Revueltos          |

| Puesto | Famoso/a           | Profesión | Instancia llegada |
| ------ | ------------------ | --------- | ----------------- |
| 1      | Marcelo Mazzarello | Actor     | La Gran Final     |
| 2      | Julia Calvo        | Actriz    | La Gran Final     |
| 3      | Alejandro Müller   | Actor     | Emparejados       |
| 4      | Ximena Capristo    | Vedette   | Emparejados       |
| 5      | Santiago Ramundo   | Actor     | Revueltos         |
| 6      | Zulma Faiad        | Actriz    | Revueltos         |
| 7      | Fabián Gianola     | Actor     | Tormenta de fotos |
| 8      | Virginia da Cunha  | Cantante  | Tormenta de fotos |

| Puesto | Famoso/a            | Profesión  | Instancia llegada  |
| ------ | ------------------- | ---------- | ------------------ |
| 1      | Alejandra Maglietti | Modelo     | La Gran Final      |
| 2      | Mariano Iúdica      | Conductor  | La Gran Final      |
| 3      | Ernestina Pais      | Conductora | Emparejados        |
| 4      | Christian Sancho    | Modelo     | Emparejados        |
| 5      | Sergio Gonal        | Humorista  | Cacareo de Famosos |
| 6      | Pachu Peña          | Humorista  | Cacareo de Famosos |
| 7      | Marcelo Mazzarello  | Actor      | Tormenta de fotos  |
| 8      | Sofía Pachano       | Actriz     | Tormenta de fotos  |

| Puesto | Famoso/a                       | Profesión  | Instancia llegada  |
| ------ | ------------------------------ | ---------- | ------------------ |
| 1      | Pía Shaw                       | Periodista | La GranFinal       |
| 2      | Darío Barassi                  | Actor      | La Gran Final      |
| 3      | Agustina Kämpfer               | Periodista | Emparejados        |
| 4      | Florencia Otero                | Cantante   | Emparejados        |
| 5      | Ezequiel "El Polaco" Cwirkaluk | Cantante   | Cacareo de Famosos |
| 6      | Rocío Marengo                  | Modelo     | Cacareo de Famosos |
| 7      | Álvaro "Waldo" Navia           | Humorista  | Verdadero o Falso  |
| 8      | Martiniano Molina              | Chef       | Tormenta de fotos  |

| Puesto | Famoso/a                   | Profesión  | Instancia llegada  |
| ------ | -------------------------- | ---------- | ------------------ |
| 1      | Noelia Pompa               | Bailarina  | La Gran Final      |
| 2      | Daniel "La Tota" Santillán | Conductor  | La Gran Final      |
| 3      | Alina Moine                | Periodista | Emparejados        |
| 4      | Pablo "Pablito" Ruiz       | Cantante   | Emparejados        |
| 5      | Jesica Cirio               | Modelo     | Emparejados        |
| 6      | Gerardo Chendo             | Actor      | Emparejados        |
| 7      | Jimena Monteverde          | Chef       | Cacareo de Famosos |
| 8      | Diego Korol                | Conductor  | Cacareo de Famosos |

### Segunda etapa
- En la segunda fase del programa se redujo sus invitados a 6 famosos y paso a emitirse a las 23:00. (anteriormente emitido a las 22:00).

Referencias:
     – Ganador
     – Segundo lugar
     – Tercer y cuarto lugar
     – Quinto lugar
     – Sexto lugar
| Puesto | Famoso/a          | Profesión  | Instancia llegada  |
| ------ | ----------------- | ---------- | ------------------ |
| 1      | Dalia Gutmann     | Humorista  | La Gran Final      |
| 2      | Ivana Nadal       | Modelo     | La Gran Final      |
| 3      | Matías Santoianni | Actor      | Emparejados        |
| 4      | Guido Süller      | Mediático  | Emparejados        |
| 5      | Marina Calabró    | Periodista | Revueltos          |
| 6      | Benjamín Rojas    | Actor      | Cacareo de famosos |

| Puesto | Famoso/a           | Profesión  | Instancia llegada  |
| ------ | ------------------ | ---------- | ------------------ |
| 1      | Nazareno Casero    | Actor      | La Gran Final      |
| 2      | Daniela Herrero    | Cantante   | La Gran Final      |
| 3      | Pilar Smith        | Periodista | Emparejados        |
| 4      | Chino Volpato      | Humorista  | Emparejados        |
| 5      | Gastón Recondo     | Periodista | Revueltos          |
| 6      | María Eugenia Ritó | Actriz     | Cacareo de famosos |

| Puesto | Famoso/a         | Profesión  | Instancia llegada  |
| ------ | ---------------- | ---------- | ------------------ |
| 1      | Vanina Escudero  | Bailarina  | La Gran Final      |
| 2      | El Negro Álvarez | Humorista  | La Gran Final      |
| 3      | Viviana Saccone  | Actriz     | Emparejados        |
| 4      | Diego Díaz       | Periodista | Emparejados        |
| 5      | Adrián Navarro   | Actor      | Revueltos          |
| 6      | Jorgelina Aruzzi | Actriz     | Cacareo de famosos |

| Puesto | Famoso/a         | Profesión  | Instancia llegada  |
| ------ | ---------------- | ---------- | ------------------ |
| 1      | Paula Morales    | Actriz     | La Gran Final      |
| 2      | Malena Guinzburg | Humorista  | La Gran Final      |
| 3      | Flavia Palmiero  | Conductora | Emparejados        |
| 4      | Gino Renni       | Actor      | Emparejados        |
| 5      | Gustavo Conti    | Actor      | Revueltos          |
| 6      | Horacio Cabak    | Conductor  | Cacareo de famosos |

| Puesto | Famoso/a                      | Profesión              | Instancia llegada  |
| ------ | ----------------------------- | ---------------------- | ------------------ |
| 1      | Martín Matroni                | Empleado               | La Gran Final      |
| 2      | Alan Disavia                  | Estudiante de Medicina | La Gran Final      |
| 3      | Alejo Lagouarde               | Chef                   | Emparejados        |
| 4      | Mercedes Elaskar              | Comerciante            | Emparejados        |
| 5      | Nadia Noelí Ferrabelo Andrada | Técnica Agropecuaria   | Revueltos          |
| 6      | Jacinto Echandía              | Ingeniero en Alimentos | Cacareo de famosos |

| Puesto | Famoso/a              | Profesión | Instancia llegada  |
| ------ | --------------------- | --------- | ------------------ |
| 1      | Miguel Granados       | Humorista | La Gran Final      |
| 2      | Virginia Gallardo     | Vedette   | La Gran Final      |
| 3      | Carolina Duer         | Boxeadora | Emparejados        |
| 4      | Hernán Piquín         | Bailarín  | Emparejados        |
| 5      | Josefina Scaglione    | Actriz    | Revueltos          |
| 6      | Victorio D'Alessandro | Actor     | Cacareo de famosos |

| Puesto | Famoso/a        | Profesión | Instancia llegada  |
| ------ | --------------- | --------- | ------------------ |
| 1      | Lucas Velasco   | Actor     | La Gran Final      |
| 2      | Nacho Gadano    | Actor     | La Gran Final      |
| 3      | Noelia Marzol   | Actriz    | Emparejados        |
| 4      | Candela Vetrano | Actriz    | Emparejados        |
| 5      | Dan Breitman    | Actor     | Revueltos          |
| 6      | Graciela Alfano | Actriz    | Cacareo de Famosos |

| Puesto | Famoso/a            | Profesión                     | Instancia llegada  |
| ------ | ------------------- | ----------------------------- | ------------------ |
| 1      | Federica Pais       | Conductora                    | La Gran Final      |
| 2      | Carolina Papaleo    | Actriz                        | La Gran Final      |
| 3      | Agustín Sierra      | Actor                         | Emparejados        |
| 4      | Guillermo Fernández | Cantante                      | Emparejados        |
| 5      | Tristán             | Actor                         | Revueltos          |
| 6      | Verónica Ojeda      | Profesora de Educación Física | Cacareo de famosos |

| Puesto | Famoso/a                         | Profesión  | Instancia llegada  |
| ------ | -------------------------------- | ---------- | ------------------ |
| 1      | Bicho Gómez                      | Actor      | La Gran Final      |
| 2      | Soledad Villarreal               | Modelo     | La Gran Final      |
| 3      | Luis "El Tucu" López             | Conductor  | Emparejados        |
| 4      | Luisa Albinoni                   | Actriz     | Emparejados        |
| 5      | Osvaldo Príncipi                 | Periodista | Revueltos          |
| 6      | Mariana "La Niña Loly" Antoniale | Modelo     | Cacareo de famosos |

## Audiencia
– Índice de audiencia más alto del ciclo
     – Índice de audiencia más bajo del ciclo
| Programa | Día de emisión           | Status  | Audiencia |
| -------- | ------------------------ | ------- | --------- |
| 1        | 14 de marzo de 2015      |         | 10.2      |
| 2        | 21 de marzo de 2015      | ↓ Bajó  | 9.9       |
| 3        | 28 de marzo de 2015      | ↓ Bajó  | 7.7       |
| 4        | 4 de abril de 2015       | ↓ Bajó  | 7.6       |
| 5        | 11 de abril de 2015      | = Igual | 7.6       |
| 6        | 18 de abril de 2015      | ↑ Subió | 8.7       |
| 7        | 25 de abril de 2015      | ↑ Subió | 9.4       |
| 8        | 2 de mayo de 2015        | ↓ Bajó  | 6.2       |
| 9        | 9 de mayo de 2015        | ↑ Subió | 7.0       |
| 10       | 16 de mayo de 2015       | ↑ Subió | 8.5       |
| 11       | 23 de mayo de 2015       | ↓ Bajó  | 8.0       |
| 12       | 30 de mayo de 2015       | = Igual | 8.0       |
| 13       | 6 de junio de 2015       | = Igual | 8.0       |
| 14       | 13 de junio de 2015      | ↑ Subió | 9.2       |
| 15       | 20 de junio de 2015      | ↓ Bajó  | 8.9       |
| 16       | 27 de junio de 2015      | ↑ Subió | 9.7       |
| 17       | 4 de julio de 2015       | ↓ Bajó  | 6.6       |
| 18       | 11 de julio de 2015      | ↑ Subió | 8.5       |
| 19       | 18 de julio de 2015      | ↓ Bajó  | 6.3       |
| 20       | 25 de julio de 2015      | ↑ Subió | 6.9       |
| 21       | 1 de agosto de 2015      | ↑ Subió | 8.0       |
| 22       | 8 de agosto de 2015      | ↑ Subió | 8.6       |
| 23       | 15 de agosto de 2015     | ↑ Subió | 9.0       |
| 24       | 22 de agosto de 2015     | ↓ Bajó  | 8.7       |
| 25       | 29 de agosto de 2015     | ↓ Bajó  | 7.8       |
| 26       | 5 de septiembre de 2015  | ↓ Bajó  | 5.6       |
| 27       | 12 de septiembre de 2015 | ↑ Subió | 7.1       |
| 28       | 19 de septiembre de 2015 | ↑ Subió | 8.0       |
| 29       | 26 de septiembre de 2015 | ↓ Bajó  | 7.8       |